# Slow Horses (Band)
Die Slow Horses sind eine deutsche Countryband, die 2001 gegründet wurde. Ihr Album Cross That Line wurde von der German American Country Music Federation GACMF zum Album des Jahres gewählt. Sie sind bei dem Majorunterlabel AGR/UMIS unter Vertrag. Sie waren mehrfach Nr. 1 der Deutschen Country Airplay Charts und mit der Single „I’m Still Falling“ auch der Europäischen Hot Disc Country Charts. Ihre Single „Shelter“ war im Jahr 2004 in einer Folge der US-Fernsehserie „JAG - im Auftrag der Ehre“ von Paramount Pictures im Soundtrack zu hören.

## Mitglieder
- Gaby Lina Schmidt (Gesang)
- Alex Holtzmeyer (Schlagzeug)
- Lutz Lagemann (Steelgitarre)
- Einar Gast (Gitarre)
- Christian Ulrich Schulz (Bass, Mandoline, Gesang)

## Ehemalige Mitglieder
- bis Herbst 2008 Tom Dyba (Schlagzeug/Gesang/Akkordeon)
- bis Ende 2012 Marc Hothan (Git./Voc./Harp)

## Diskografie
- Cherokee Sessions (2001)
- Move On (2003)
- Cross That Line (2004)
- Silent Skies (2006)
- Slow Horses (2009)
- Familiar Roads (2014)